# Хуссейн, Ахтар
Ахтар Хуссейн (араб. اختر حسین‎; 23 августа 1926 — 9 ноября 1987) — индийский и пакистанский хоккеист на траве, защитник. Олимпийский чемпион 1948 года, серебряный призёр летних Олимпийских игр 1956 года.

## Биография
Ахтар Хуссейн родился 23 августа 1926 года.
Играл в хоккей на траве за Бхопал.
В 1948 году вошёл в состав сборной Индии по хоккею на траве на летних Олимпийских играх в Лондоне и завоевал золотую медаль. Играл на позиции защитника, провёл 1 матч, мячей не забивал.
В 1956 году вошёл в состав сборной Пакистана по хоккею на траве на летних Олимпийских играх  в Мельбурне и завоевал серебряную медаль. Играл на позиции защитника, провёл 4 матча, мячей не забивал.
В 1950—1956 годах провёл за сборную Пакистана 14 матчей, забил 1 мяч.
Умер 9 ноября 1987 года.